# Amputechture
Amputechture är det tredje fullängdsalbumet av den progressiva rockgruppen The Mars Volta. Världsreleasen skedde 12 september 2006. Gitarristen Omar Rodriguez-Lopez har producerat och Rich Costely har mixat. 
Till skillnad från dess två föregångare är Amputechture inte ett konceptalbum utan en omedelbar historia. Däremot säger sångaren Cedric Bixler-Zavala att skivan för honom är en protest mot religion, då han påstår att de flesta krig i världen är relaterade till människors tro. 
Till omslaget har bandet fått använda Jeff Jordans målning The Big Mutant.

## Låtlista
1. "Vicarious Atonement" - 7:21
2. "Tetragrammaton" - 16:43
3. "Vermicide" - 4:17
4. "Meccamputechture" - 11:03
5. "Asilos Magdalena" - 6:36
6. "Viscera Eyes" - 9:25
7. "Day of the Baphomets" - 11:57
8. "El Ciervo Vulnerado" - 8:59

## Medverkande
Enligt listan med musiker finns hela gruppen med fortfarande och man har även till detta album lånat in en del musiker, bland annat John Frusciante från Red Hot Chili Peppers som finns med som gitarrist på alla låtar förutom "Asilos Magdalena", då Rodriguez-Lopez till större delen ägnade sig åt att producera skivan.
- Omar Rodriguez-Lopez - Sologitarr
- Cedric Bixler-Zavala - Sång
- Jon Theodore - Trummor
- Isaiah Ikey Owens - Keyboard
- Juan Alderete - Bas
- Marcel Rodriguez-Lopez - Percussion
- Pablo Hinojos-Gonzalez - Ljudeffekter
- Adrian Terrazas-Gonzales - Flöjt, tenorsaxofon, basklarinett
- John Frusciante - Gitarr, sologitarr